# William Burrell
Pour les articles homonymes, voir Burrell.
William Burrell (10 octobre 1732 – 20 janvier 1796) est un antiquaire anglais.

## Biographie
Il est le troisième fils de Peter Burrell de Beckenham, Kent, et est né à Leadenhall Street, le 10 octobre 1732. Il fait ses études au St John's College, Cambridge, où il obtient son diplôme LL.B. en 1755, et LL.D. en 1760, et dans la dernière année (3 novembre) est admis comme avocat au Doctors' Commons. Il exerce principalement à la cour d'amirauté. Son petit-fils, Walter Burrell (5e baronnet), a deux volumes manuscrits des rapports de cas, pour cette cour, entre les années 1766 et 1774. Ils sont édités par M. R. G. Marsden en 1885. 
Burrell est fait chancelier du Diocèse de Worcester en 1764, puis du diocèse de Rochester, en occupant les deux postes jusqu'à sa mort. Il est élu député pour Haslemere en 1768, et devient un commissaire de l'accise en 1774. Il est également F. R. S. et de la F. S. A., et un directeur de la Compagnie de la mer du Sud. Par son mariage, en 1773, avec sa cousine Sophia Raymond (en), une célèbre poète et de dramaturge et la fille de Charles Raymond, il acquiert une très grande richesse. 
Il s'est toujours intéressé aux antiquités et finalement, concentre son attention sur l'histoire du comté de Sussex. Il visite chaque paroisse du Sussex et copie de nombreux documents. Il dessine les églises, les maisons et les monuments funéraires. Il n'a pas imprimé son travail, mais lègue l'intégralité de sa collection du British Museum, où elle est maintenant déposée.
Burrell est frappé de paralysie en août 1787, et, s'il récupère en partie, il juge nécessaire de se démettre de ses fonctions publiques. Il prend sa retraite à Dorking dans le Surrey avec son épouse Sophie, et il y meurt le 20 janvier 1796. Il est enterré à West Grinstead, Sussex, où un simple monument à sa mémoire par Flaxman est placé dans l'église. Lady Burrell se remarie, au pasteur William Clay. Elle est morte sur l'Île de Wight le 20 juin 1802. William Burrell est le père de Charles Burrell (3e baronnet), député conservateur.